# Contrade di Siena

La suddivisione della città di Siena in Contrade. In grigio Piazza del Campo.

Le Contrade di Siena sono le diciassette suddivisioni storiche della città all'interno delle mura medievali. Le Contrade svolgono un ruolo significativo nella vita quotidiana dei cittadini, e sono importanti in particolare nell'organizzazione del Palio di Siena.

## Suddivisione amministrativa
Esistono 17 Contrade nella città di Siena e ognuna di esse mantiene da secoli i propri organismi rappresentativi eletti democraticamente in forma autonoma e indipendente. Le Contrade sono enti senza fine di lucro e sono considerate legalmente persone giuridiche.

I Terzi di Siena con le relative Contrade

Le Contrade sono:
 Terzo di Camollìa:
- Bruco
- Drago
- Giraffa
- Istrice
- Lupa
- Oca

 Terzo di Città:
- Aquila
- Chiocciola
- Onda
- Pantera
- Selva
- Tartuca

 Terzo di San Martino:
- Civetta
- Leocorno
- Nicchio
- Torre
- Valdimontone

### Le contradesoppresse

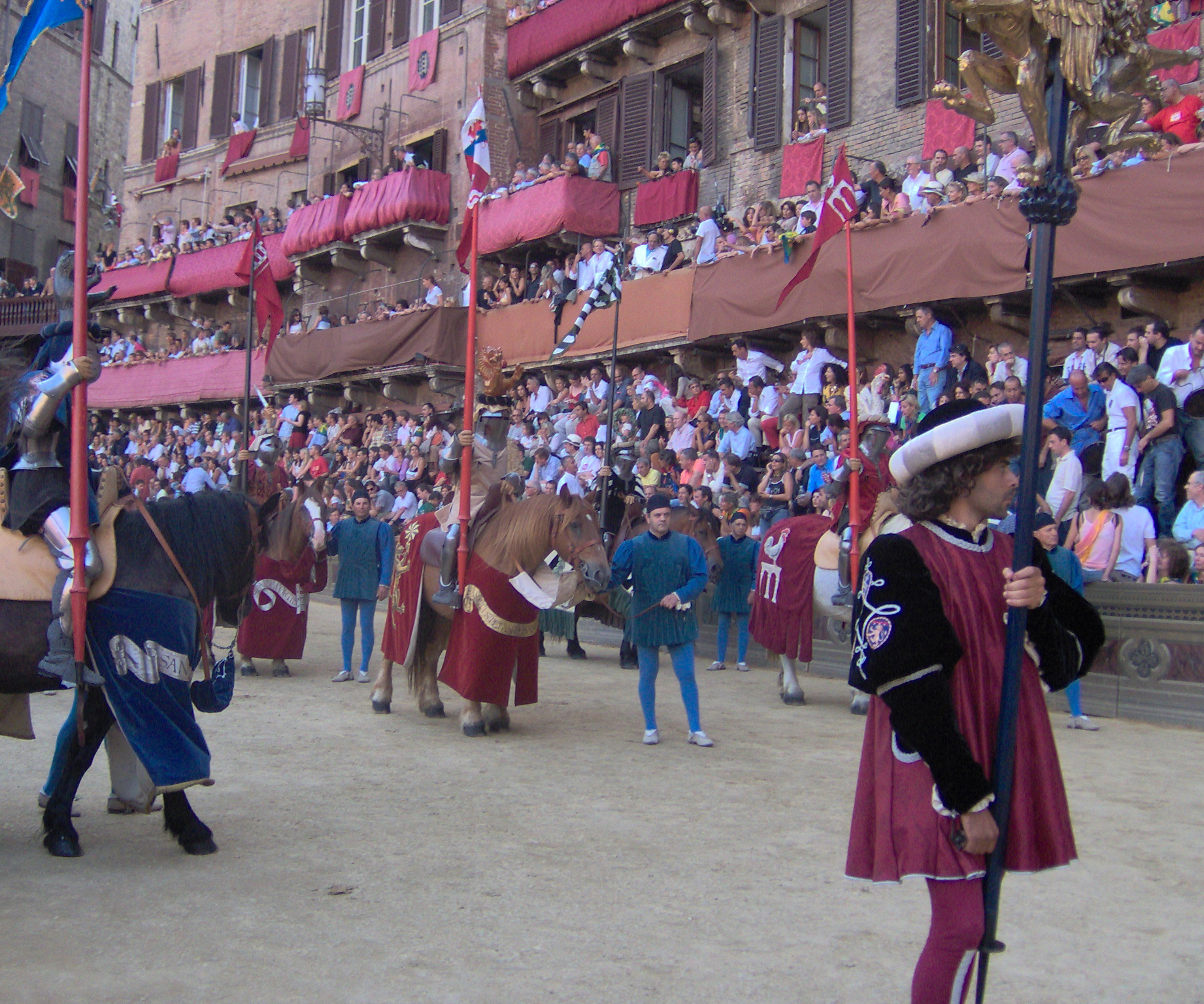
I cavalieri delle Contrade soppresse con Palafreniere

Anticamente ci si riferiva alle contrade nell'accezione di rioni e questo ha causato differenti interpretazioni del numero delle Contrade intese come enti. È certo che "contrate" esistessero anche nel XIII secolo, ma con funzioni ben diverse da quelle attuali e conviventi con altri organismi (ad esempio, le Compagnie militari) che in seguito sarebbero in qualche modo "confluite" nelle Contrade.
Il numero delle Contrade moderne è stato, secondo le cronache, al massimo di 23. In aggiunta alle Contrade ancora esistenti, si ha notizia storica di altre sei, chiamate oggi "contrade soppresse":
Terzo di Camollìa:
- Gallo (con parti nel Terzo di Città e nel Terzo di San Martino), incorporata da Civetta, Oca e Selva
- Leone, incorporata dall'Istrice

Terzo di Città:
- Quercia, incorporata dalla Chiocciola

Terzo di San Martino:
- Orso, incorporata dalla Civetta
- Spadaforte, incorporata da Leocorno e Torre
- Vipera, incorporata dalla Torre

Nel XVII secolo queste andarono lentamente estinguendosi per carenze organizzative, non partecipando alla vita pubblica e così via. Il loro territorio fu inglobato dalle Contrade confinanti e di loro rimane traccia negli stemmi di alcune Contrade attuali.
La leggenda secondo la quale queste fossero state sciolte per legge a causa dei disordini causati in un Palio del 1675 è priva di fondamento documentale. La stessa Aquila mancò dalla vita pubblica per quasi un secolo rischiando l'estinzione; quando fu riammessa alla partecipazione alle feste nel 1719 (tra le proteste delle contrade confinanti che, nel frattempo, se ne erano spartite il territorio), venne stabilito il principio secondo il quale da quel momento non era più possibile costituire nuove Contrade. Nel 1929 la richiesta di costituzione di una nuova Contrada da parte degli abitanti di uno dei primi quartieri fuori le mura storiche di Siena, nella zona di San Prospero, fu respinta proprio in base a questo principio.

### I territori delle Contrade
Le attuali Contrade sono quelle stabilite nel 1729 dalla principessa Violante Beatrice di Baviera, che fissò il numero in diciassette e stabilì i confini. I confini sono indicati da targhe raffiguranti lo stemma della contrada. Non fanno parte di nessuna contrada il Duomo di Siena (ma non la piazza, che appartiene alla Nobile contrada dell'Aquila) ed il Palazzo Pubblico (Siena) con l'adiacente Piazza del Campo. Sono anche esclusi i territori al di fuori delle mura trecentesche, anche se su di esse esercitano una certa influenza le Contrade che si affacciano alle porte della città. Ci sono però due eccezioni, due collinette occupate da antichi monasteri fortificati a sud-ovest della città, che appartengono alla contrada della Chiocciola: San'Eugenio a Monastero e San'Abondio .

## Appartenenza
Appartengono a una Contrada:
- i nativi del territorio stabilito dalla Nuova divisione dei confini delle Contrade di Violante Beatrice di Baviera;
- gli abitanti;
- i discendenti degli appartenenti a una Contrada.

In alcuni casi, la partecipazione alla vita della Contrada è estesa per Statuto ai simpatizzanti o contradaioli elettivi che, pur non essendo nativi della Contrada, per legami diversi partecipano alle attività della Contrada.
I Protettori sono coloro che, avendone titolo in quanto appartenenti, sostengono la Contrada economicamente.

### Battesimo contradaiolo
A partire dal secondo dopoguerra si è sviluppata l'usanza del battesimo contradaiolo. Non si tratta di un battesimo religioso bensì di un battesimo laico, che ha lo scopo di "sacralizzare" l'appartenenza perpetua alla propria contrada. È un'usanza relativamente recente (1949) che ha trovato terreno fertile ed ha assunto piena cittadinanza tra le tradizioni senesi. I giovani e gli adulti mai battezzati in precedenza sono ammessi al rito. Ogni contrada ha creato, nella seconda metà del XX secolo una "fontanina battesimale" nel territorio del rione.
Questa forma di appartenenza è stata introdotta all'interno delle Contrade per via dello spostamento della popolazione dal centro storico alla periferia, e della costruzione dell'ospedale fuori dalle mura cittadine e quindi al di fuori dal territorio di qualsiasi contrada.
Infatti, anticamente era contradaiolo chi nasceva nel territorio di una contrada. Tutti a quel tempo nascevano in casa e le case si trovavano nel centro storico. Il problema sorgeva quando un contradaiolo, per vari motivi, abitava in un rione diverso dal suo. In quel caso la donna veniva portata a partorire in casa di amici o parenti residenti nel territorio della contrada in cui si voleva far nascere il figlio. Se la donna non si poteva spostare per diversi fattori, si raccoglieva addirittura la terra della contrada e si spargeva sotto il letto dove doveva avvenire il parto. Così facendo il nascituro veniva al mondo proprio sulla terra della sua contrada.
Oggi, con il battesimo contradaiolo i bambini, nati quasi sempre fuori dalle mura, possono appartenere alla contrada dei genitori senza problemi.
I battesimi contradaioli si tengono una volta all'anno, in corrispondenza con i festeggiamenti del patrono della contrada, durante la "Festa titolare della Contrada". Si occupa dei battesimi il Priore della contrada, che bagna leggermente la fronte del bambino con l'acqua della fontanina battesimale della contrada in questione e gli consegna il fazzoletto.

### Ilfazzoletto
Il fazzoletto è un quadrato di stoffa (in origine di cotone, spesso di poliestere, ma anche della più pregiata seta) con i colori ed i simboli di una Contrada. Introdotto nel secolo XX, prima ancora dell'introduzione del "battesimo contradaiolo", non è inusuale trovare contradaioli con bellissimi fazzoletti cuciti, ricamati e dipinti a mano.
Il fazzoletto, per un senese, è uno scampolo di Contrada. Lo segue nel corso della vita, dalla nascita fino alla morte. È un chiaro simbolo di appartenenza e di legame al proprio territorio e, per estensione, alla Città stessa. Si tiene generalmente legato intorno al collo, ma si può vederlo indossare in altro modo.
Le antenate dei fazzoletti erano grandi coccarde, in uso già nel XIX secolo, formate da nastri dei colori delle Contrade, che si appuntavano solitamente a camicie o cappelli. Le coccarde esistono ancora oggi, ma sono più inusuali e piccole. Un esempio molto simile alle coccarde ottocentesche è quella indossata sul cappello dal barbaresco.

## Organizzazione interna
Ogni Contrada è organizzata in modo analogo. Tutte hanno le proprie Costituzioni o Statuti che stabiliscono le finalità e gli ambiti di intervento della Contrada nella comunità di riferimento (il rione e chi lo abita), indicano le responsabilità di ogni organismo, regolano i meccanismi elettivi.
La struttura è democratica, più riferita al Rinascimento che all'età contemporanea.

### Organizzazione amministrativa
Il Priore (detto Governatore nell'Oca e Rettore nel Bruco) gestisce la vita amministrativa della Contrada durante tutto l'anno, decide insieme ai consiglieri su iniziative sia amministrative sia di svago, rappresenta la Contrada nelle manifestazioni ufficiali intra-contradaiole, mantiene i rapporti ufficiali con le altre Contrade e ne decide la loro direzione. Secondo quanto stabilito dal Regolamento del Palio di Siena: 
Il nome Priore è una reminiscenza dell'organizzazione ecclesiale (le compagnie laicali) a cui la Contrada si appoggiava nel XVII e XVIII secolo.
Alla base di tutto esiste l'Assemblea Generale del popolo. Il principio-guida è che l'Assemblea è sovrana. L'assemblea si svolge in media con periodicità bimensile ma, in momenti di particolare attività, può essere convocata anche più volte in un mese. La convocazione avviene tramite affissione di avvisi alla sede della Contrada. Nel giorno dell'assemblea la bandiera della Contrada viene esposta alla sede e la campana della chiesa chiama il popolo all'ora prestabilita. In alcune Contrade l'assemblea si svolge ancora nella Chiesa di Contrada.
I dirigenti si scelgono di regola ogni due anni su proposta di una Commissione Elettorale votata in Assemblea Generale. Esiste un Consiglio Generale (o Consiglio di Seggio in alcune Contrade), molto numeroso e non operativo, e un Seggio (o Deputazione) formato da un numero ristretto di membri: il vero Governo della Contrada con incarichi che, oltre al già citato Priore, vanno dal Vicario, al Camerlengo (antica dizione per il cassiere) agli addetti ai beni mobili e immobili.
Il Consiglio approva o rigetta l'operato del Seggio, lo indirizza e viene chiamato a pronunciarsi su questioni che, per importanza, richiedono una discussione più ampia nella Contrada.

### Altri gruppi interni
All'interno dell'organizzazione civile della Contrada esistono altri gruppi e consigli interni dedicati ad attività specifiche: il Gruppo Donne, il Gruppo Giovani, il Gruppo Piccoli, il Consiglio di Società. I primi tre si occupano di organizzare svaghi e avvicinare alla Contrada i rispettivi gruppi destinatari; l'ultimo è una sorta di consiglio d'amministrazione della Società di Contrada, che è una sorta di club privato, con sale, giardini, spazi comuni, bar frequentato durante tutto l'anno dai contradaioli e dagli abitanti del rione come punto di ritrovo.
Nate con lo scopo di rinsaldare maggiormente il vincolo di consanguineità dei Contradaioli, tutte le Contrade di Siena hanno in varie epoche fondato un autonomo Gruppo Donatori di Sangue che si vanno a sommare ai normali gruppi donatori presenti in tutte le altre città. Per questo motivo, Siena ha spesso la possibilità di fornire sangue ed emoderivati a molti ospedali della Toscana e dell'intero territorio nazionale.

### Organizzazionepaliesca
Accanto all'organizzazione "civile" della Contrada, esiste un'organizzazione legata più nello specifico all'organizzazione riguardante il Palio.
Il Capitano è il responsabile della conduzione della Contrada per gli affari di Palio. Anche lui una volta scelto può essere criticato, ma di eventuale sfiduciamento si parla sempre e soltanto dal 17, intendendo il giorno successivo al secondo Palio dell'anno, il 17 agosto, quando la stagione paliesca è passata e la Contrada ritorna alla vita civile. Il Capitano è affiancato da uno o più collaboratori detti Mangini o Tenenti, di sua esclusiva nomina, e, talvolta, da un Mangino del Popolo nominato dall'Assemblea; esso ha due compiti principali: quello di controllare l'operato del Capitano a nome del Popolo, e quello di coadiuvare fattivamente il Capitano stesso.
Il Capitano nomina personalmente e sotto la sua responsabilità tutte le persone dedicate alla gestione del Palio: barbaresco, addetti di stalla, veterinario, maniscalco.
Esiste inoltre la figura del Correttore (un sacerdote) che cura la parte religiosa, oltre a benedire il cavallo prima di ogni Palio.

### Meccanismi elettivi
Anche per i meccanismi elettivi, tutte le Contrade si basano sugli stessi principi. Esistono comunque differenze formali evidenti ma che non cambiano il principio democratico.
Tutte le cariche sono elettive e soggette a votazione in media ogni due anni. La carica di Capitano è spesso soggetta a riconferma annuale. Le votazioni avvengono su lista unica compilata da una commissione elettorale votata allo scopo in Assemblea. L'elettore può approvare il nome proposto per ogni carica o cancellarlo, cassarlo; in quest'ultimo caso può indicare un nome alternativo.
Prima delle elezioni in molte Contrade è possibile proporre una lista di minoranza, alternativa a quella proposta dalla commissione elettorale. In questo caso gli elettori potranno scegliere una delle due liste o proporre nomi alternativi. Questa situazione è estrema e delinea una profonda spaccatura interna; si verifica molto di rado.
Risultano eletti tutti coloro che raggiungono il 50%+1 dei voti. La nomina è personale, non di lista e gli eventuali candidati non eletti non invalidano l'elezione degli altri componenti della lista.

## I titoli delle Contrade
Otto Contrade senesi vantano un titolo, consistente nel privilegio di poter inserire uno speciale termine nella propria denominazione ufficiale.

Un titolo è conferito a una Contrada a seguito di un comportamento che l'ha contraddistinta nella storia del Palio (Civetta) o della stessa città di Siena (Aquila, Bruco, Istrice, Nicchio, Oca, Onda), oppure a seguito della vittoria di una particolare carriera (Giraffa).

Di seguito, la lista delle Contrade che vantano un titolo con la motivazione e l'occasione del conferimento.
| Contrada | Titolo    | Motivazione | Conferimento |
| -------- | --------- | --- | --- |
| Aquila   | Nobile    | Per la magnifica accoglienza tributata all'imperatore Carlo V d'Asburgo durante la sua visita a Siena nel 1536 | Concessa dallo stesso Carlo V il 24 aprile 1536                                                                     |
| Bruco    | Nobile    | Per il contributo delle sue milizie in occasione della vittoria senese sulle truppe imperiali di Carlo IV di Boemia nella battaglia della Croce del Travaglio del 1369 e per la rivolta di popolo guidata dal brucaiolo Francesco d'Agnolo detto "Barbicone" nel 1371 | 1841 |
| Civetta  | Priora    | Per aver ospitato, a partire dal 1873, le prime riunioni del "Comitato dei Priori" (attuale Magistrato delle Contrade) | Ufficializzata dal Priore della Civetta, Oreste Mariotti, in occasione della vittoria del Palio del 2 luglio 1893   |
| Giraffa  | Imperiale | Per la vittoria del cosiddetto "Palio dell'impero", disputato il 2 luglio 1936 e dedicato all'Impero coloniale italiano a seguito della vittoria nella guerra d'Etiopia | Concessa da re Vittorio Emanuele III con regio decreto del 25 maggio 1939                                           |
| Istrice  | Sovrana   | Per avere ospitato, nel proprio territorio, sin dal XIV secolo la locale sede del Sovrano Militare Ordine di Malta | Per concessione del 30 aprile 1980 di Fra' Angelo de Mojana di Cologna, Principe e Gran Maestro del medesimo Ordine |
| Nicchio  | Nobile    | Perché le sue compagnie militari attaccarono per prime nella battaglia di Montaperti (1260); per aver mantenuto per sei mesi l'esercito della Repubblica di Siena; per aver portato nel 1469 l'acqua nel proprio territorio; per aver impedito, nel 1527, ai Noveschi di penetrare all'interno della città da Porta San Viene (attuale Porta Pispini); per aver costruito a proprie spese, nel 1534, la Fonte dei Pispini | 1844 |
| Oca      | Nobile    | Per il valore delle sue compagnie militari nelle battaglie di Montemaggio (1145) e di Montaperti (1260), nonché nella guerra di Siena (1552-1555); per aver costruito a proprie spese l'"acquedotto dei bottini". | Concessa, su istanza della stessa Contrada, dalla Magistratura civica senese il 23 marzo 1846                       |
| Onda     | Capitana  | Perché alle sue compagnie militari era affidata la difesa della porzione del Palazzo Pubblico in cui aveva residenza il Capitano di Giustizia (o Capitano del Popolo), antico organo di magistratura senese, nonché il presidio del porto di Talamone e del litorale costiero della Repubblica di Siena | Per antico privilegio                                                                                               |

Sono prive di titolo le seguenti Contrade:
- Chiocciola
- Drago
- Leocorno
- Lupa
- Pantera
- Selva
- Tartuca
- Torre
- Valdimontone

## I rapporti esterni
La Contrada intrattiene rapporti ufficiali sia con lo stesso Comune di Siena sia con altri enti locali, senesi e non.

### IlMagistrato delle Contrade
I Priori delle Contrade sono riuniti in un organismo chiamato Magistrato delle Contrade, che si riunì per la prima volta nel 1905 nella Chiesa di San Cristoforo, nella Contrada Priora della Civetta che deve il titolo di Priora proprio da questo evento.
Uno dei documenti prodotti negli ultimi anni da questo organismo ha avuto una notevole rilevanza sia nella vita contradaiola interna sia in alcuni aspetti esteriori del Palio. Si tratta del Rituale Contradaiolo che stabilisce una serie di norme (come i tempi e luoghi di esposizione della bandiera della propria Contrada alla propria abitazione) che sono state adottate dalla popolazione contradaiola.

### IlConsorzio per la tutela del Palio di Siena
Il Consorzio per la tutela del Palio di Siena è un altro organismo intercontradaiolo. Si tratta in questo caso di una Società cooperativa costituita tra le Contrade di Siena per:
L'attività del Consorzio consiste nella tutela legale dei diritti di copyright su tutto quello che è l'iconografia storica delle Contrade e in quella dell'immagine del Palio e delle Contrade stesse, intervenendo nei casi in cui se ne ravvisino "distorsioni" o addirittura plagi e diffamazioni.

### I gemellaggi
Ogni Contrada, in quanto organismo autonomo, intrattiene anche rapporti ufficiali con altre comunità italiane, in alcuni casi formalizzate da gemellaggi ufficiali. Essi sono:
- Aquila:  L'Aquila,  La Valletta
- Chiocciola:  Venezia,  Campione d'Italia
- Giraffa:  Grosseto
- Istrice:  Perugia
- Lupa:  Roma
- Nicchio:  Asciano
- Oca:  Trieste
- Onda:  Talamone
- Pantera:  Lucca
- Selva:  Cuneo
- Tartuca:  Trento

## Privilegi fiscali delle Contrade
Le Contrade di Siena sono esentate dal pagamento del tributo per lo smaltimento dei rifiuti urbani (TARI), anche svolgendo attività di ristorazione, secondo il Regolamento Comunale per la disciplina della Tassa sui rifiuti, art.7, comma 2, punto b della Delibera cel Consiglio Comunale n.151 del 22/05/2014: l'articolo concede l'“esenzione dalla tariffa per i locali destinati alle Sedi storiche, ai Musei delle Contrade del Palio ivi compresi i magazzini ed i locali comunque utilizzati per le finalità istituzionali della Contrada”. Il comma 2 del regolamento richiama la norma dell'art. 1, comma 660, della Legge 147/2013. La copertura finanziaria dell'esenzione è quindi coperta dalla fiscalità generale del Comune.
Le Contrade di Siena sono escluse inoltre dal pagamento del canone (COSAP) per l'occupazione di suolo pubblico, anche temporanea, secondo il Regolamento del Consiglio Comunale di Siena, pubblicato con delibera n.245 del 22/07/2014. L'art. 27, comma 1, punto o, recita: “Sono escluse dal pagamento del canone le seguenti occupazioni di spazi e aree pubbliche: [...]le occupazioni realizzate dalle storiche contrade connesse alla loro attività istituzionale e tradizionale.

## Le attività ricorrenti

### LaFesta Titolare
La Festa Titolare, come già accennato, è la celebrazione del Santo patrono della Contrada. In ognuna, lo schema tradizionale è lo stesso.
La festività viene spostata alla domenica infraottava (la domenica successiva) al giorno dedicato al Santo patrono. Oggi solo la Chiocciola mantiene la festa nel giorno di Santi Pietro e Paolo (29 giugno), facilitata in questo dalla concomitanza con l'inizio delle festività del Palio.
| Contrada     | Santo Patrono                                 | Data della Festa Titolare |
| ------------ | --------------------------------------------- | ------------------------- |
| Aquila       | Santissimo Nome di Maria                      | 12 settembre              |
| Bruco        | Visitazione della Beata Vergine Maria         | 2 luglio                  |
| Chiocciola   | San Pietro e San Paolo                        | 29 giugno                 |
| Civetta      | Sant'Antonio di Padova e San Bernardo Tolomei | 13 giugno                 |
| Drago        | Santa Caterina da Siena                       | 29 aprile                 |
| Giraffa      | Visitazione della Beata Vergine Maria         | 31 maggio                 |
| Istrice      | San Bartolomeo                                | 24 agosto                 |
| Leocorno     | San Giovanni Battista                         | 24 giugno                 |
| Lupa         | San Rocco                                     | 16 agosto                 |
| Nicchio      | San Gaetano Thiene                            | 7 agosto                  |
| Oca          | Santa Caterina da Siena                       | 29 aprile                 |
| Onda         | Visitazione della Beata Vergine Maria         | 2 luglio                  |
| Pantera      | San Giovanni Battista                         | 29 agosto                 |
| Selva        | Assunzione di Maria                           | 15 agosto                 |
| Tartuca      | Sant'Antonio di Padova                        | 13 giugno                 |
| Torre        | San Giacomo il Maggiore e Sant'Anna           | 25 luglio                 |
| Valdimontone | Madonna del Buon Consiglio                    | 26 aprile                 |

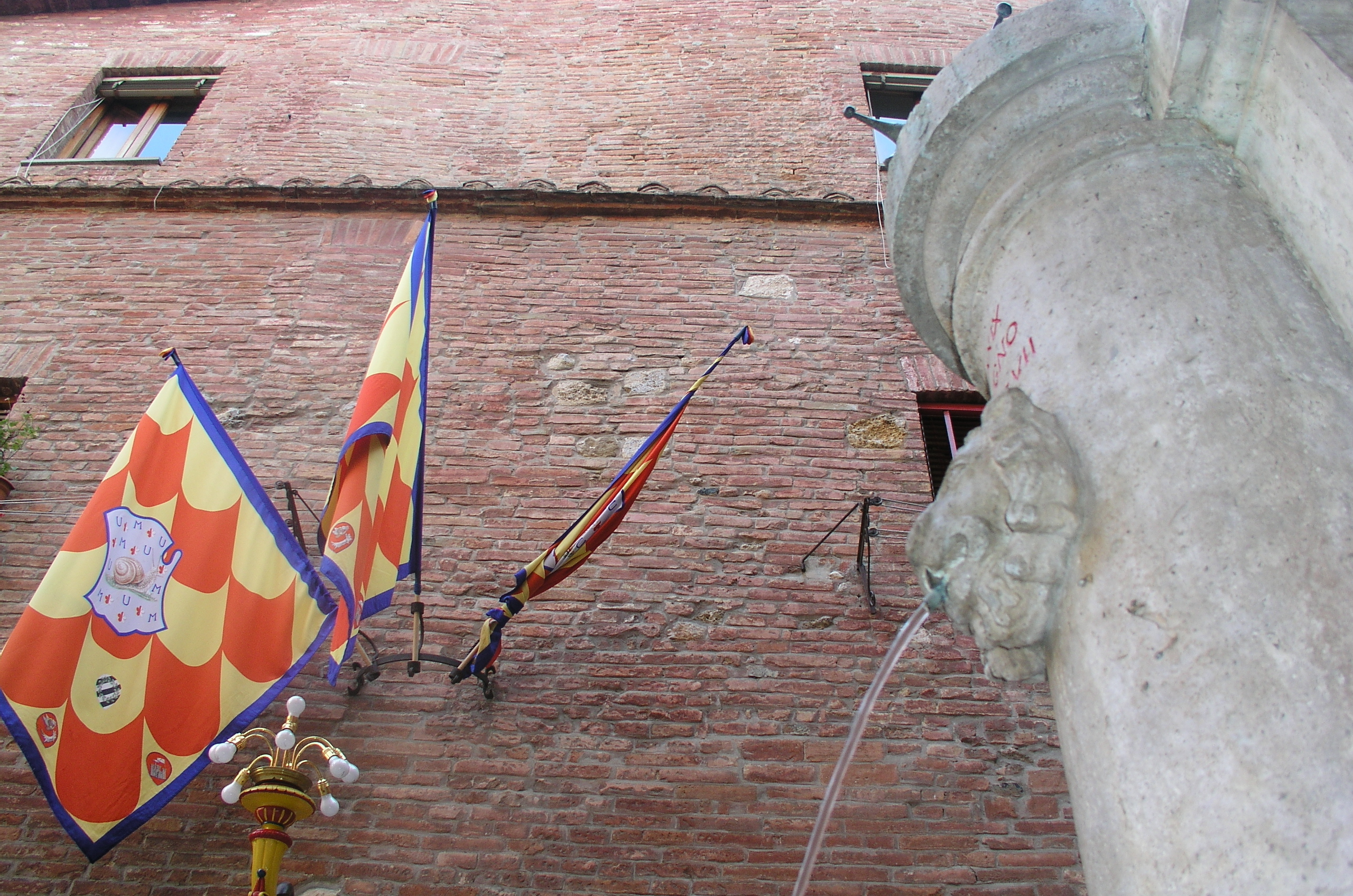
La fontanina battesimale della Contrada della Chiocciola

La sera precedente nella chiesa della Contrada viene celebrato il mattutino. Nelle strade del rione si svolgono giochi, fiere e intrattenimenti che attirano numerosi visitatori nelle strade.
Nel giorno della celebrazione, la "comparsa" (un numeroso gruppo di alfieri e tamburini vestiti con i costumi della Contrada) lascia il rione di primo mattino per il "giro". Durante tutta la giornata si visitano tutte le altre "consorelle", eccetto le contrade avversarie. Alcune contrade mantengono la tradizione di visitare uno per uno i propri "protettori" residenti all'interno delle mura per effettuare sotto le loro finestre la "sbandierata" di omaggio. Nelle Contrade alleate e presso alcuni protettori viene offerto un rinfresco.
Nello stesso giorno, di norma, il Priore della contrada battezza i nati durante l'anno.
A fine giornata, il popolo della Contrada e la comparsa terminano il "giro" ritrovandosi di norma in Piazza del Campo per effettuare il "rientro" nel rione, una sfilata finale che conclude le celebrazioni.
È da tempo usanza di organizzare un'intera settimana di festeggiamenti, subito prima o subito dopo il giorno della celebrazione, con cene (di solito nelle strade del rione), ritrovi per i più piccoli e divertimenti più svariati.

### Partecipazione al Palio

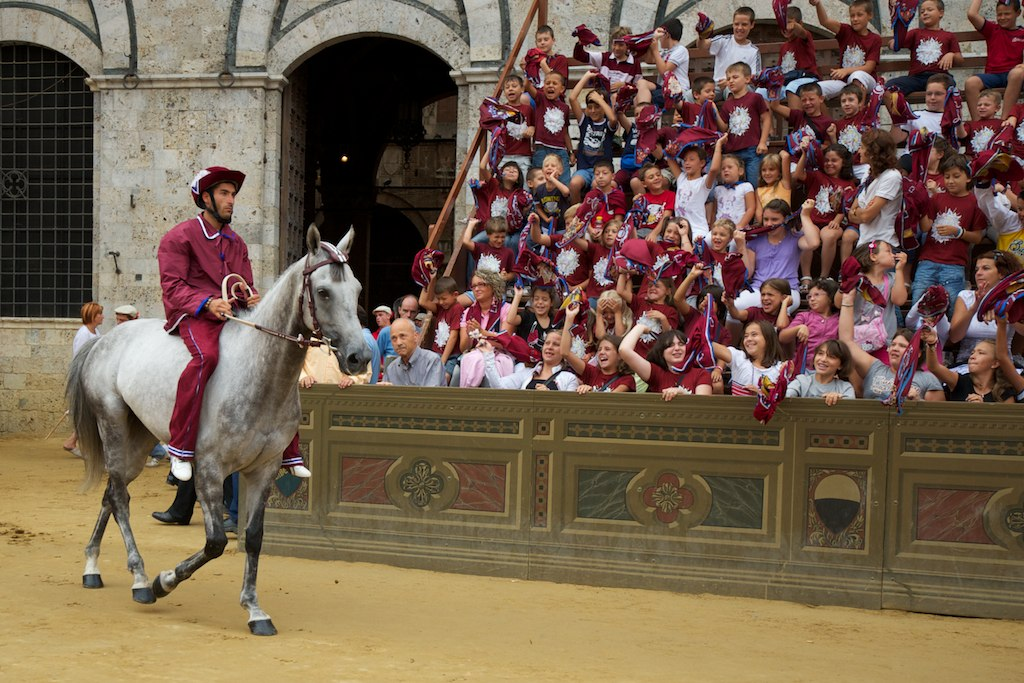
Piccoli contradaioli della Torre, sui palchi per seguire una prova, salutano l'accoppiata che difende i loro colori

Le Contrade competono due volte all'anno nella corsa del Palio. Pur non essendo l'unica finalità dell'ente-Contrada, il Palio è il momento più pubblico e appariscente della vita annuale delle Contrade e del loro popolo.
In base al Regolamento del Palio, la Contrada è tenuta a partecipare al Palio se non vi ha fatto rinuncia. Nei secoli passati il meccanismo era opposto: la Contrada si doveva iscrivere per partecipare.
La partecipazione al Palio è definita da una sequenza di operazioni ufficiali (l'estrazione a sorte delle Contrade, la tratta ovvero l'assegnazione a sorte dei cavalli, le prove, la segnatura dei fantini, ovvero la loro ufficializzazione da parte delle Contrade il giorno della corsa) guidate e gestite dall'Amministrazione Comunale. Tali operazioni sono accompagnate da celebrazioni (il trasporto del Palio nella Chiesa di Provenzano per il Palio del 2 luglio, o in Duomo per il Palio del 16 agosto, la messa del fantino), rituali ufficiali e non, che culminano nella corsa del Palio al termine del corteo storico in Piazza del Campo.

#### IlMasgalano
Il Masgalano è il premio che viene assegnato alla Contrada i cui rappresentanti effettuano la migliore comparsa durante il corteo che in Piazza del Campo precede la corsa del Palio.

### La festa della vittoria
Le contrade che vincono il Palio di luglio e quello di agosto festeggiano in modo fastoso le vittorie verso la fine di settembre e agli inizi di ottobre. Nei rari casi in cui la stessa contrada partecipi e vinca entrambi i Palii di un anno, si dice che questa abbia fatto "cappotto" e in questo caso i festeggiamenti saranno ancora più sfarzosi. Questo evento si è verificato l'ultima volta nel 2016 a opera della Contrada della Lupa. Nel caso di Palii straordinari nel mese di settembre, la contrada vittoriosa festeggia di solito nella primavera dell'anno successivo.

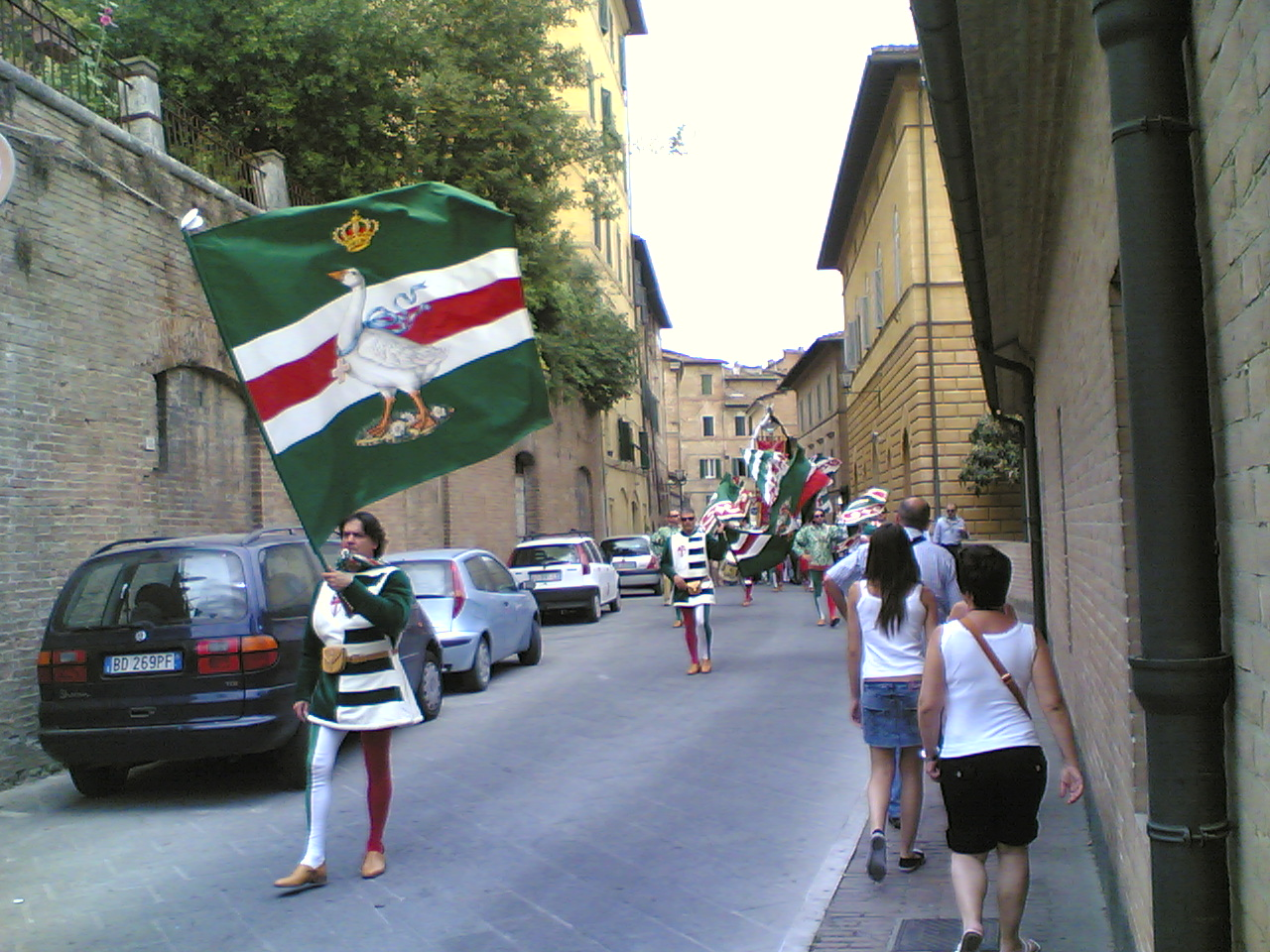
Ocaioli sfilano per le strade di Siena dopo la vittoria del Palio del 2 luglio 2007

In ogni caso, dopo la vittoria, la contrada organizza un numero di cene pari al numero di vittorie conseguite fino ad allora, senza soluzione di continuità. Queste cene sono, come tutte le attività contradaiole, autogestite e gli appartenenti alla contrada si alternano nell'organizzazione di questi ritrovi. Alle cene partecipano sia i contradaioli che gli ospiti, invitati sia a livello ufficiale che a livello personale. In questo periodo di festeggiamenti, i contradaioli colgono l'occasione per ritrovarsi e organizzare i festeggiamenti finali, composti dalla cena della vittoria e da una successiva settimana di ulteriori festeggiamenti. Nei primissimi giorni successivi alla conquista del Palio, questo viene portato trionfalmente in giro attraverso la città, con tamburi e bandiere, per sottolineare la gioia e continuare gli sfottò ai danni dell'avversaria e dei perdenti.
Alla cena della vittoria partecipano tra i circa duemila commensali, nei casi delle contrade meno numerose, e i cinquemila ed oltre, nei casi di contrade popolose. Dati i numeri, in questi casi l'organizzazione viene spesso affidata a società di catering, anche perché tutti i contradaioli desiderano godersi la giornata di celebrazioni. La cena si svolge nella piazza più grande del rione e gli addobbi sono particolarmente curati. Ovunque spiccano i colori della contrada, dalle decorazioni urbane all'apparecchiatura dei tavoli. Durante la giornata di celebrazioni, vengono consegnati regali e ricordi ai principali artefici della vittoria, dal Capitano al fantino.
Alla cena, in posizione d'onore, partecipa anche il cavallo vittorioso.
Durante la cena, che si protrae a lungo, le contrade alleate e amiche intervengono con figuranti in montura che portano un regalo in segno di amicizia. Ad esempio, bandiere della contrada celebrante cucite a mano, damigiane di vino che verranno usate nei giorni successivi, vassoi in argento cesellato.
Nei giorni successivi alla cena della vittoria, e di solito fino al sabato successivo, si svolgono i "cenini" a tema: cena delle donne, cena dei bambini, cena degli uomini, cena degli avanzi (il lunedì successivo) ecc.
Durante tutto l'inverno, vengono organizzate cene nella ricorrenza mensile della vittoria (il 2 o il 16 del mese).
Prima di riconsegnare il piatto che sovrasta il Palio, nel mese di maggio, la contrada celebra la chiusura ufficiale dei festeggiamenti, con un pranzo durante il quale tutti i commensali mangiano del riso servito da tale piatto.

### La chiusura dell'Anno Contradaiolo
A Siena esiste un "capodanno" particolare, quello contradaiolo. È solo una data simbolica e cade il 1º dicembre, per il Santo patrono di Siena, Sant'Ansano. In questa data le contrade organizzano di solito un "Banchetto annuale", spesso in qualche località nei dintorni della città. È un ritrovo molto privato, in cui il numero dei partecipanti rappresenta il "nucleo" della comunità contradaiola.

### Santa Lucia
Il 13 dicembre di ogni anno viene ricordata Santa Lucia: si tratta di una delle ricorrenze più sentite dai senesi. In questa occasione vengono realizzate le cosiddette campanine: delle piccole campane in terracotta che riprendono i colori delle 17 Contrade di Siena; esse vengono esposte sulle bancarelle della "Fiera di Santa Lucia".

## Rapporti tra le Contrade
Nel corso dei secoli, i rapporti tra le Contrade di Siena sono sempre stati estremamente complessi. Esistono tre tipi di relazioni: alleanza (detta anche "aggregazione"), rivalità e quella che viene chiamata "mancanza di rapporti formali", consistente in una sorta di rivalità più sfumata e non sancita ufficialmente.

### Alleanze
Il rapporto di alleanza è sancito da un accordo formale, da cui derivano una serie di obblighi reciproci quali lo scambio di visite e onoranze, nonché l'invio di una rappresentanza e della bandiera durante le feste titolari. 
Al termine di ogni Palio, il corteo della contrada vittoriosa è seguito da una piccola comparsa di ciascuna delle relative alleate, composta da due alfieri e un tamburino, i quali seguono il popolo in festa fino al rientro nel relativo territorio. La comparsa lascia quindi nell'oratorio della contrada vincitrice una propria bandiera, oltre a presenziare con la relativa dirigenza alla cena della vittoria, in occasione della quale viene consegnato un omaggio.  
L'alleanza dovrebbe prevedere anche un certo trattamento di riguardo all'interno delle dinamiche riguardanti gli accordi per vincere il Palio.
Nel Novecento sono passati alla storia soprattutto due patti di alleanza, oltretutto fra più contrade: il T.O.N.O. e la "Piccola Quadruplice". 
Il "T.O.N.O.", acronimo di Tartuca, Oca, Nicchio e Onda, nacque nel 1930 e rimase in vita fino al 1934, garantendo alle quattro Contrade ben 8 vittorie su 10 corse (tre per la Tartuca, due per Oca e Onda, una per il Nicchio).
La "Piccola Quadruplice", in auge nella seconda metà degli anni '30 fino al 1937, ricomprendeva Aquila, Drago, Lupa e Valdimontone.
Nell'odierno panorama paliesco, ogni contrada ha almeno un'alleata, fatta eccezione per l'Oca e la Lupa.

### Rivalità
La maggior parte delle contrade senesi sono divise da un rapporto di rivalità con almeno un'altra, detta per questo "avversaria" (o "rivale"). 
Le rivalità possono nascere per i più svariati motivi, dalle questioni di confine alle liti prettamente di Palio, e possono terminare con un accordo di pace (ultimo caso, la rivalità fra Bruco e Giraffa, conclusa nel 1997).
Per le contrade con un'avversaria diviene una priorità (a fianco della vittoria del Palio) che quest'ultima non vinca. 
Le rivalità hanno avuto, nel corso della storia, carattere più duraturo rispetto alle alleanze. Sono sette i rapporti di rivalità vigenti fra le Contrade di Siena:
- Onda e  Torre (intorno al 1559 - 1713 e dal 1930)
- Oca e  Torre (dal 1671)
- Chiocciola e  Tartuca (1686 - 1689, 1814 - 1820, 1840 - 1866 e dal 1910)
- Istrice e  Lupa (dal 1934)
- Aquila e  Pantera (dal 1947)
- Nicchio e  Valdimontone (dal 1952)
- Civetta e  Leocorno (dal 1960)

Il Bruco, il Drago, la Giraffa e la Selva non hanno contrade avversarie.